# Pikavere (Koonga)
Pikavere – wieś w Estonii, w prowincji Parnawa, w gminie Koonga.